# EX-111
La carretera EX-111 es de titularidad de la Junta de Extremadura. Su categoría es básica. Su denominación oficial es   EX-111 , de Azuaga a   EX-103  por Zalamea de la Serena.

## Historia de la carretera
Es la antigua C-4211 que fue renombrada en el cambio del catálogo de Carreteras de la Junta de Extremadura en el año 1997.

## Inicio
Su origen está en la   N-432  cerca de Azuaga. (38°16′35″N 5°40′39″O / 38.276403, -5.677431)

## Final
Su final está en la intersección de las carreteras   EX-103  y   EX-114  cerca de Zalamea de la Serena. (38°40′19″N 5°39′40″O / 38.672067, -5.661181)